# DotGNU
DotGNU est une alternative libre à la plateforme Microsoft .NET qui vise à créer une bibliothèque conforme aux spécifications Common Language Infrastructure de Microsoft. DotGNU est maintenu par le projet GNU dans le but de supporter des systèmes d'exploitation autres que Windows et de nombreuses architectures de micro-processeurs.
Contrairement à Mono, DotGNU ne cherche pas à être compatible avec .NET, qui est l'implémentation actuelle par Microsoft de ces spécifications.

## Portable.NET
Portable.NET est une branche du projet DotGNU visant à l'implémentation libre des spécifications Common Language Infrastructure.